# Traffic collision avoidance system
Traffic control avoidance system (TCAS), også kendt som traffic alert and collision avoidance er et aircraft collision avoidance system som er designet til at mindske forekomsten af sammenstød i luften (mid-air-collisions eller MAC) mellem luftfartøjer. Det overvåger luftrummet omkring et fartøj for andre fartøjer og er udstyret med en tilsvarende aktiv transponder, uafhængig af flyvekontrol, og advarer piloter om tilstedeværelsen af andre transponder-udstyrede fly, som kan udgøre en trussel om MAC. 